# REC (漫画)
『REC』（レック）は、花見沢Q太郎による日本の漫画。

## 概要
『月刊サンデージェネックス』（小学館）にて、2002年12月号より2013年4月号まで連載された。2006年にはテレビアニメが放送された。
松丸の名前“文彦”はガタケット主催者の坂田文彦からなど、一部のキャラの名前は原作者の友人などの関係者の名前から取られた。
各話のサブタイトルは「TAKE.話数番号」で付けられ、その後に有名な映画の題名と同じもしくはそれをもじったサブタイトルが続く（『TAKE.1 マイ・フェア・レディ』など）。

### タイトルについて
本作のタイトルロゴには、丸印の中に「レック」と書かれたマークが「REC」の「R」より前に入っている。この丸印は、AV機器などで一般的な録画・録音を示す記号を模したものである。このマークを「●」という記号で表現して、『●REC』と表記するのが正式な名称である。単行本の奥付や目次でもそのように表記されている。しかし、発行元（小学館）や連載誌（月刊サンデージェネックス）、アニメ版のウェブサイトでは単に『REC』と表記されており、統一されていない。ちなみに、作者は単行本巻末のあとがきや自身のウェブサイトでも『●REC』と表記している。
連載当初は『●REC〜夢の記録〜』とサブタイトルがついていたが、単行本1巻が発行されるタイミングで「〜夢の記録〜」を取り、『●REC』と改題された。
タイトルロゴの色はいかなる場合でも赤系で統一されており、アニメでもその系列の色以外は使われていない。

## あらすじ
製菓会社に勤める松丸文彦は、映画館でふとした事から新人声優の恩田赤と知り合う。その夜、赤のアパートが火事になり、家に連れ帰ったことがきっかけで、松丸のアパートで同棲することになる。その後、赤は順調に夢を実現していくが、仕事がうまくいかない松丸とケンカする。偶然同席した飲み会でお互いの気持ちを確認し、晴れて恋人同士になるが、赤の声優という職業柄、公表するわけにもいかない2人の秘密の恋愛が始まった。そんな松丸や赤の周りの個性的な人々を巻き込んでの、時にはドタバタ、時にはラブコメディ、そして時にはドロドロの人間関係の渦巻く2人の日常が続いていく。

## 登場人物
声はアニメにおける声優。また年齢は初登場の時点でのもの。
恩田赤（おんだ あか）
声 - 酒井香奈子
声優事務所ジェネプロに所属する新人声優。夢はオードリー・ヘプバーンの吹き替え。木の葉型スナック「は」のイメージキャラクター「ねこキ」の声を担当。その後、劇場アニメ「ジュピター大帝」のヒロインに決定するなど、順調に夢をかなえていく。後に声優アイドルユニット「eX」（えっくす）のリーダーになったり、声優学校の教師になったりする。20歳。
松丸文彦（まつまる ふみひこ）
声 - 保村真
胃ノ上製菓（のち、ブリスコイノウエ）に勤めるサラリーマン。当初は総務部に所属していたが、木の葉型スナック「は」の社内公募CM企画で松丸の企画が採用され、念願の企画部に異動。劇場アニメ「ジュピター大帝」のジュピターロボの声優に一般人ながら抜擢される。26歳。
吉岡（よしおか）
声 - 豊口めぐみ
赤の担当マネージャー。赤のよき理解者であり、松丸とのコトも認めている。実は元グラビアアイドルの吉見沙奈香。青森社長とは深い付き合いの仲（最初はアイドル時代のマネージャー。今では俗にいう“愛人”）で、物語のキーパーソンの一人。青森社長が失踪した時、社長の身を案じて社長の実家まで行ったり、別れた妻のもとに行ったりと捜索した。27歳。
青森一（あおもり はじめ）
声 - 稲田徹
ジェネプロ社長。バツイチ。吉岡とは10年来の付き合いである。現在は桂小枝のようなモヒカンだが、昔はアフロだった。43歳。
逆本（さかもと）
赤の元担当マネージャー。幾人もの新人声優のマネージメントを手掛け、その経験からか物語初期には赤と松丸を引き離そうとした。30歳。
田中（たなか）
声 - こやまきみこ
胃ノ上製菓（のち、ブリスコイノウエ）に勤める女子社員で経理担当。松丸が想いを寄せていたが、振られてしまう相手。異性関係に現在の性格を作った過去を持つらしい、謎を秘めている幸薄い女性でもある。年齢的には松丸と同世代である。
関ヶ原秀吉（せきがはら ひでよし）
伝説の映画監督。3年間行方不明になっていた。その3年間は、インドに旅立ったり、「ホームレスこそ真の生活者だ」と言いホームレス生活などをしていた。3年ぶりに手がける「ジュピター大帝」で、赤をヒロインに起用する。32歳。
久保一志（くぼ かずし）
特撮ヒーロー出身の俳優。本名は「山田一郎」。ドラマ「嵐のタクト」では主人公を演じた。赤のファンであり、実は赤と同じ中学で、中学生の時には赤に告白したものの、振られている。ちなみにその当時までは太っていたが、玉砕が転機となって、ダイエットおよびシェイプアップとイメージチェンジを果たした。「ジュピター大帝」では、主人公「ジュピター」に起用。赤と同じ20歳。
畑田良夫（はたけだ よしお）
声 - 小野大輔
胃ノ上製菓（のち、ブリスコイノウエ）に勤めるサラリーマン。松丸とは同期でよく一緒にいる。元々アニメオタクだったが現在は恩田赤の熱狂的なファン。声優関係のサイトは毎日必ずチェックするほどで、赤以外の声優のイベント情報にも詳しい。妹がいるが、ある理由で兄妹の仲は良くない（後述）。声優としての妹を軽く見ている。
細目（ほそめ）
声 - 樫井笙人
松丸の上司で、宣伝部の部長。名前の通り目が細い。柔和な性格だが、怒ると怖い。
高河原（たかがわら）
超人気バンド「モーツァレラ」のギタリスト。赤との熱愛発覚が報道されるが、根も葉もない誤報。実は妻子持ち。関ヶ原監督とは兄弟だが、世間には公表していない。41歳。
音田青（おんだ あお）
本名は「恩田青」。恩田赤の妹。「音田」はペンネーム。「ジュピター大帝」のアニメーターを担当している。1歳年下の19歳。高校を中退し、関ヶ原監督の主催するアニメ製作会社「スタジオ合戦」に半ば強引に入社した。アニメータとしての実力は相当の速筆だが、気が抜けると途端に遅筆になる。幼少時の経験から赤には負の、松丸には特別な感情を抱いていた。
小岩井まき（こいわい まき）
赤とは違う事務所に所属する女性声優。赤と親しい関係にある声優の先輩。赤、あかりとラジオ「ジュピターウェーブ」で共演する。さばさばした性格で、頼りになるお姉さん的存在。
雪路あかり（ゆきじ あかり）
コンツェルンプロに所属する女性声優。赤、まきとラジオ「ジュピターウェーブ」で共演する。落ち着いた物腰に上品な口調だが、言葉遣いは少々個性的。当初、「雪路明理」表記だったが、芸名を変更したためか途中で現在の表記に変わる。
工藤本白（くどう ましろ）
ジェネプロ所属の女性声優。若手だが、子役出身でキャリアは長い。子役時代はドラマ「砂の不動産」などに出演、天才子役とも言われた。そのためかプライドが高く、芝居への情熱が裏目になって現場でトラブルを起こすことも。いわゆるツンデレ。ジェネプロの方針で、赤、杏子とともに声優アイドルユニット「eX」を結成。
桜庭杏子（さくらば きょうこ）
ジェネプロ所属の女性声優。繊細で幅のある演技ができる実力派。だが、度胸がなくあがり症。そのため普段は人が見えないように前髪を長く伸ばしている。ジェネプロの方針で、赤、本白とともに声優アイドルユニット「eX」を結成。
恩田藍（おんだ あい）
赤、青の母。ただし離婚しているので、現在、戸籍上は赤の母ではない。胃ノ上製菓が買収されブリスコイノウエとなった際に松丸の上司になった。松丸と赤の交際に反対している。結局異動になり、松丸と赤のもとを去った。その際に同棲に反対しているという旨を伝えるのを忘れた。
幡池桃花（はたいけ ももか）
キンダーガーデンプロに所属する女性声優。本名は「畑田花子」で、畑田良夫の妹であるが兄妹仲が悪く、声優でありながら、声優オタクである兄をバカにし、彼が大ファンである赤のことも嫌っている。
良夫の友人で、赤の恋人である松丸に対して特に非難することはないが、「松丸」と呼び捨てにしている。
江藤海月（えとう くらげ）
赤が代理として教師をすることになった、渋谷アニメーションスクールのクラスの生徒。無気力で無口。いつもヘッドホンを常備しており、嫌なことがあるとヘッドホンをして自分の世界にこもってしまう。ファミレスで偶然会った池上夕葉と意気投合する。後に新人声優としてジェネプロに入ってくる。
池上夕葉（いけがみ ゆうは）
海月と一緒のクラスの生徒であると同時に、大御所声優の池上声純の娘。気が強く、自分の声にコンプレックスを持っている。渋谷アニメーションスクールに入った理由は「自分で鍛えて、キレイな声になりたい」ため。また、母親の力を使われることにも嫌悪を示す。後に桃花の後輩としてキンダーガーデンプロに実習生として入ってくる。
高橋ルル（たかはし ルル）
12歳のカリスマモデル。赤と「おしゃれディテクティブ沼実」で共演するが、声の仕事は初めてであるため初回のアフレコは監督が絶望するレベルであった。しかしその後ルルは赤のアフレコ現場を見学し原作を読破するなど努力し、次回のアフレコ時には皆が驚愕するほどの上達を遂げた。
松丸小麦（まつまる こむぎ）
松丸の従妹。新潟出身。17歳の高校3年生。ボストンに2年ほど留学していたが、東京の高校に転校するため両親をボストンに残し単身帰国する。松丸に好意を抱いており赤に対抗意識を燃やす。帰国当初は高校の寮に住んでいたが、桃花と一緒に松丸家の隣に住むことになる。
松丸の友人・良夫とは（男女関係のない）友人という形で親しくなった。

## 単行本
- 『REC』小学館〈サンデーGXコミックス〉
  1. 2003年9月発行 ISBN 4-09-157241-3
  2. 2004年6月発行 ISBN 4-09-157242-1
  3. 2005年4月発行 ISBN 4-09-157243-X
  4. 2005年10月発行 ISBN 4-09-157244-8
  5. 2006年2月発行 ISBN 4-09-157018-6
  6. 2006年12月発行 ISBN 4-09-157076-3
  7. 2007年7月発行 ISBN 978-4-09-157098-7
  8. 2007年12月発行 ISBN 978-4-09-157118-2
  9. 2008年9月発行 ISBN 978-4-09-157147-2
  10. 2009年6月発行 ISBN 978-4-09-157177-9
  11. 2010年3月発行 ISBN 978-4-09-157207-3
  12. 2010年10月発行 ISBN 978-4-09-157239-4
  13. 2011年5月発行 ISBN 978-4-09-157276-9
  14. 2012年1月発行 ISBN 978-4-09-157278-3
  15. 2012年9月発行 ISBN 978-4-09-157323-0
  16. 2013年6月発行 ISBN 978-4-09-157353-7

『月刊サンデージェネックス』2007年1月号に、REC6巻の特製単行本カバーが付録。

## テレビアニメ
2006年2月から3月までTBS・BS-iにて15分アニメ「アニアニランド」の後半枠で放送された。なおTBSではサイドカットにより4:3標準サイズで放送。TV放送では9話だが、DVD-BOX版で第8話が追加され全10話。なおDVDはBOXのみの発売で、単巻販売はなされていない。
オープニング映像のカットの一部が毎回変更されている。2人の関係をお互いに確認し合うまでのコミックス1巻の内容をほぼアニメ化。
なお、1シークエンス毎に番組タイトル（作品名）ロゴが（何らかの形で誰かが小声でコールするバックボイスあり）アイキャッチに似た形で挿入される。その形態は様々で、その文字自体が3Dで作られている。糸で吊られたタイトルが出る事もあるなど出現形態もいくつかある。
本作は恩田赤役の声優・酒井香奈子のデビュー作であり、その切っ掛けを本作原作者の花見沢Q太郎が作ったことで、酒井にとっては本作に出会わなければ……というぐらいのターニングポイントになった作品でもある。

### スタッフ
- 監督・絵コンテ - 中村隆太郎
- シリーズ構成・脚本 - 吉田玲子
- キャラクターデザイン・総作画監督 - 守岡英行
- 美術監督 - 加藤浩
- 色彩設計 - 大武恭子
- 撮影 - DIGITAL@SHAFT
- 編集 - 瀬山武司
- 音楽 - 羽岡佳
- 音響監督 - 明田川仁
- プロデューサー - 中山佳久、中村伸一、金庭こず恵、シバタミツテル、藤森匠、久保田光俊
- アニメーション制作 - SHAFT
- 製作協力 - ポニーキャニオン、ムービック、フロンティアワークス、小学館
- 製作 - 『REC』製作委員会、TBS

### 主題歌
オープニングテーマ「Cheer!〜まっかなキモチ〜」
作詞 - 美咲ひいろ / 作曲・編曲 - 小山晃平 / 歌 - 酒井香奈子
エンディングテーマ「Devotion」
作詞・作曲・編曲 - a.k.a.dRESS (ave;new) / 歌 - BRACE;d
イメージソング「SUPER POWER〜おんなのこパンチ！〜」
歌：酒井香奈子

### 各話リスト
各サブタイトルは、オードリー・ヘプバーンが出演した映画の題名がつけられている。TV版の第7話と第8話の間にDVD版の特別話数が追加されている。括弧内はDVD版の話数。
| 話数        | サブタイトル         | 演出       | 作画監督                   |
| ----------- | -------------------- | ---------- | -------------------------- |
| Take 1      | ローマの休日         | 中村隆太郎 | 守岡英行                   |
| Take 2      | 麗しのサブリナ       | 中村隆太郎 | 澤崎誠                     |
| Take 3      | 暗くなるまで待って   | 江島泰男   | 山村洋貴                   |
| Take 4      | ティファニーで朝食を | 中村隆太郎 | 伊藤良明                   |
| Take 5      | 昼下がりの情事       | 江島泰男   | 清水慶太                   |
| Take 6      | 噂の二人             | 中村隆太郎 | 村山公輔                   |
| Take 7      | 戦争と平和           | 江島泰男   | 山村洋貴 秦野好紹 清水慶太 |
| Take - (8)  | 許されざる者         | 中村隆太郎 | 守岡英行                   |
| Take 8 (9)  | マイ・フェア・レディ | 中村隆太郎 | 伊藤良明                   |
| Take 9 (10) | いつも二人で         | 中村隆太郎 | 守岡英行 伊藤良明          |

## ゲーム
『REC☆ドキドキ声優パラダイス☆』は、2006年11月30日発売のPlayStation 2専用ゲームソフト、限定版も同時発売。

### キャラクター（ゲーム）
恩田赤
声 - 酒井香奈子
遠藤 もみじ（えんどう もみじ）
声 - 水橋かおり / 落合祐里香 / 井ノ上奈々 / 庄子裕衣 / 出野明日香
本ゲームオリジナルのヒロイン。松丸とは同郷の幼馴染みの19歳で、現在は声優の卵(赤達にとっては後輩になる)。松丸のことを「お兄ちゃん」と呼んで慕っている。上京の折、他に行く宛がなく、松丸の部屋に転がり込んで来ることになる。
このゲームの特徴として、声を5人の声優の中から自由に選べるマルチ声優システムを採用している。
以下はゲーム公式サイトで声優が紹介されているキャラ。このメンバーはアニメ本編と同じ配役である。
小岩井まき
声 - 佐藤利奈
雪路あかり
声 - 後藤沙緒里
田中
声 - こやまきみこ
吉岡
声 - 豊口めぐみ
なお、松丸 文彦、畑田、関ヶ原監督はゲーム公式サイトではキャラ紹介のみ（松丸はプレイヤーが操作するPC、他のキャラはNPCである）。

## 関連商品
- TVアニメーション「REC」ドラマCD 第1巻 恩田赤のロマンティックラジオ（2006年4月21日 / FCCM-0111）
- TVアニメーション「REC」ドラマCD 第2巻 マイ・ライバル（2006年5月25日 / FCCM-0112）
- REC DVD-BOX（2006年6月30日）

### キャラクターソング
収録内容
1. message to you①
2. I'M ON YOUR SIDE
3. GO FORWARD
4. おはようボイス①
5. おはようボイス②
6. おはようボイス③
7. おはようボイス④
8. おはようボイス⑤
9. おはようボイス⑥
10. おやすみボイス⑦
11. message to you②
12. 小さな銀河